# Сан-Роберто-Беллармино (титулярная церковь)

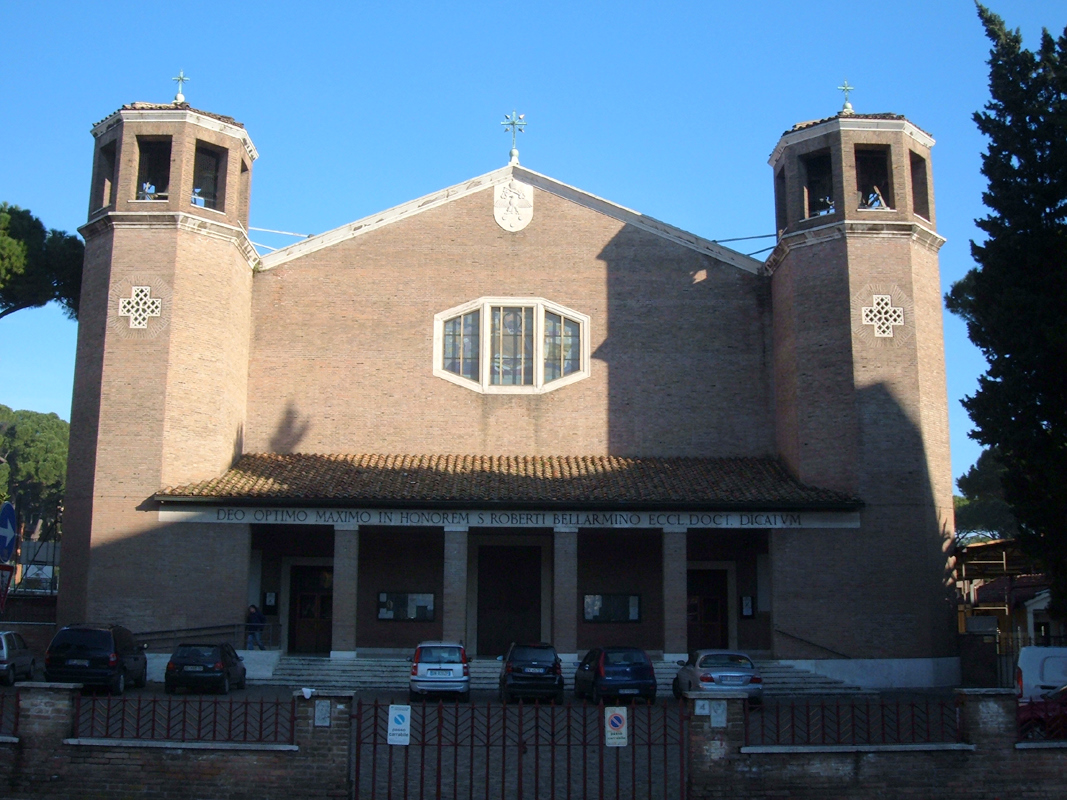
Церковь Сан-Роберто Беллармино

Титулярная церковь Сан-Роберто-Беллармино (лат. 
) — титулярная церковь была создана Папой Павлом VI в 1969 году, в честь епископа и доктора Церкви, который в свою очередь был кардиналом римской церкви (титулярная церковь Санта-Мария-ин-Виа). Его мощи сегодня пребывают в церкви Сант-Иньяцио-ди-Лойола-ин-Кампо-Марцио. Титул церкви принадлежит церкви Сан-Роберто-Беллармино, расположенной в квартале Рима Париоли, на Венгерской площади.

## Список кардиналов-священников титулярной церкви Сан-Роберто-Беллармино
- Пабло Муньос Вега, S.J. — (30 апреля 1969 — 3 июня 1994, до смерти);
- Аугусто Варгас Альсамора, S.J. — (26 ноября 1994 — 4 сентября 2000, до смерти);
- Хорхе Марио Бергольо, S.J. — (21 февраля 2001 — 13 марта 2013, затем избран Папой Франциском);
- Марио Аурелио Поли — (22 февраля 2014 — по настоящее время).